# Bursera klugii
Bursera klugii là một loài thực vật có hoa trong họ Burseraceae. Loài này được (J.Macbr.) J.F.Macbr. mô tả khoa học đầu tiên năm 1949.